# Ayre (Osvaldo Golijov)
Ayre è il dodicesimo album del compositore Osvaldo Golijov, è un ciclo di canzoni commissionata dalla Carnegie Hall per il soprano Dawn Upshaw, che propone un giro del Mediterraneo, in particolare in quella miscela di influenze spagnole, ebraiche e arabe che una volta coesistevano (relativamente) tranquillamente in Spagna prima della Reconquista. La fascetta sulla scatola del CD è un po' imprecisa, infatti definisce il lavoro come un viaggio intorno al Mediterraneo ebraico; ma in realtà ci sono canzoni e poesie arabe, cristiane, musulmane, ecc. Sembrerebbe che Golijov voglia dimostrare che tutte queste fedi ed etnie costituiscono una famiglia più ampia.

## Il disco
Il CD si compone di due parti: nella prima ci sono le composizioni di Osvaldo Golijov e nella seconda i brani già pubblicati da Luciano Berio su Folk Songs nel 1964 (per Voce e Sette Strumenti): Mezzosoprano, flauto, clarinetto, viola, violoncello, arpa e percussioni.
La prima parte Ayre (for voice and orchestra) i brani sono tutti eseguiti dal soprano Dawn Upshaw accompagnata dall'orchestra The Andalucian Dogs.
Nella seconda parte Folk Songs (for voice and seven instruments) il soprano Dawn Upshaw è accompagnata da Helen Tara O'Connor, Todd Palmer, Ljova, Erik Friedlander, Bridget Kibbey, Eric Poland e Gordon Gottlieb.
Oltre agli strumenti citati nei brani Tancas serradas a muru (sardo) e "Wa Habibi" (arabo) è stato usato un computer portatile programmato con electronica "beat" per fornire uno sfondo ritmico di guida.

## Tracce
Ayre di Osvaldo Golijov
Disco 1
1. Mananita de San Juan (Morning of St. John's Day) - 3:54
2. Una Madre Comió Asado (A Mother Roasted her Child) - 3:01
3. Tancas serradas a muru (Walls are Encircling the Land) - (trad. Sardegna, testo di Melchiorre Murenu)- 2:57
4. Luna - 2:04
5. Nanni - 3:15
6. Wa Habibi (My Love) - 6:15
7. Aiini Taqttiru (My Eyes Weep)  - 2:47
8. Kun Li-Guitari Wataran Ayyuha Al-Maa' (Be a String, Water, to my Guitar) - 1:14
9. Kun Li-Guitari Wataran Ayyuha Al-Maa' (Be a String, Water, to my Guitar) - 1:40
10. Yah, Anna Emtzacha (Oh, Where Shall I find You?)  - 3:44
11. Ariadna en su Laberinto (Ariadne in Her Labyrinth) - 9:15

Disco 2
1. Black is the colour  (USA) - 2:42
2. I Wonder As I Wander (USA) - 2:06
3. Loosin yelav (Armenia) -2:35
4. Rossignolet du bois - (Francia) - 1:28
5. A la femminisca - (Sicilia)  - 1:32
6. La donna ideale - (Liguria, Italia) - 1:17
7. Ballo - (Italia)- 1:34
8. Motettu de tristura  - (Sardegna)- 1:53
9. Malurous qu'o un fenno - (Alvernia)- 1:00
10. Lo fiolairé - (Alvernia)- 2:56
11. Azerbaijan Love Song (Qalalıyam) - (Azerbaigian)- 2:48